# Cyprien Godebski

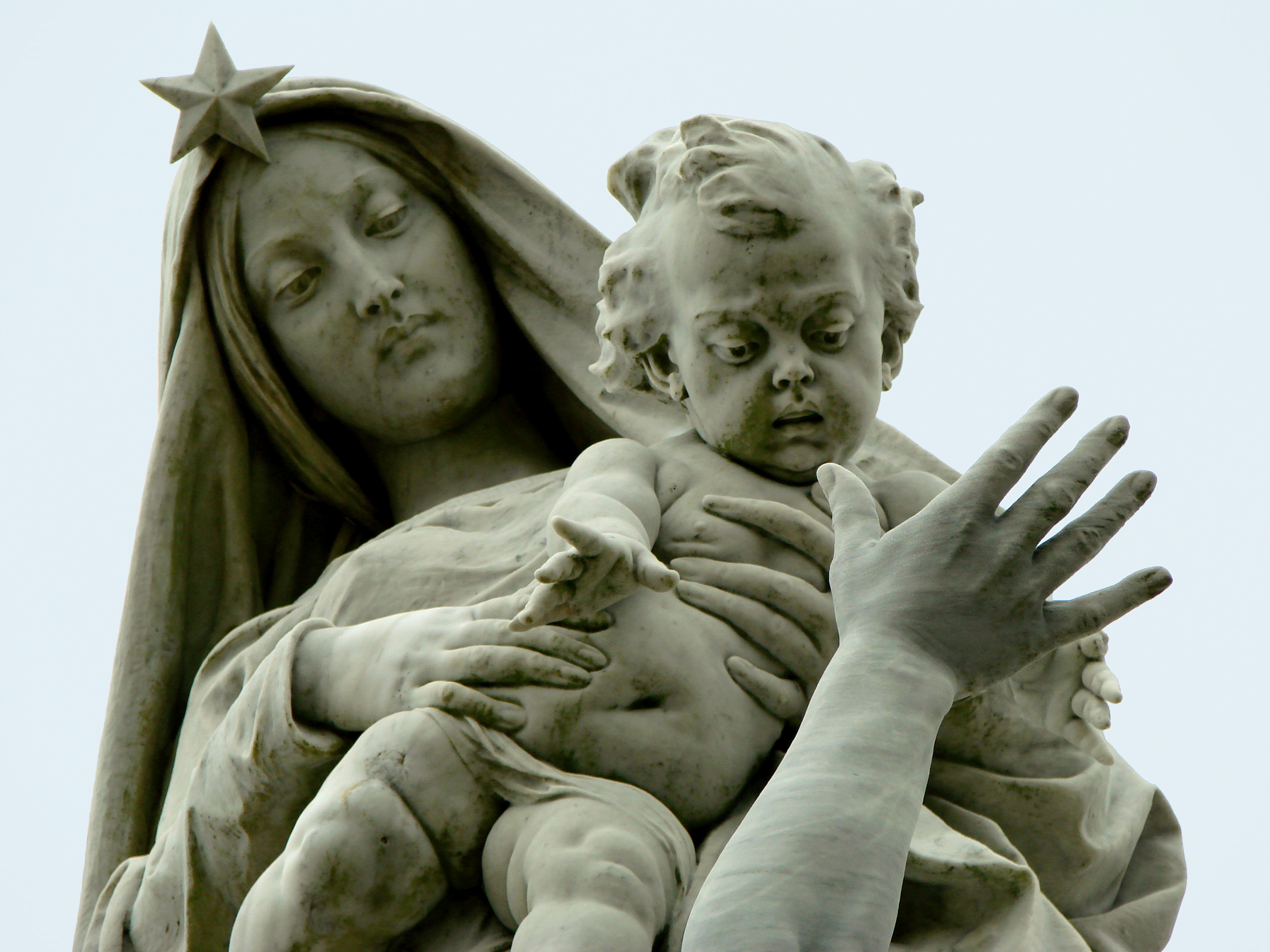
Onze Lieve Vrouwe der Schipbreukelingen, door Godebski, Pointe du Raz

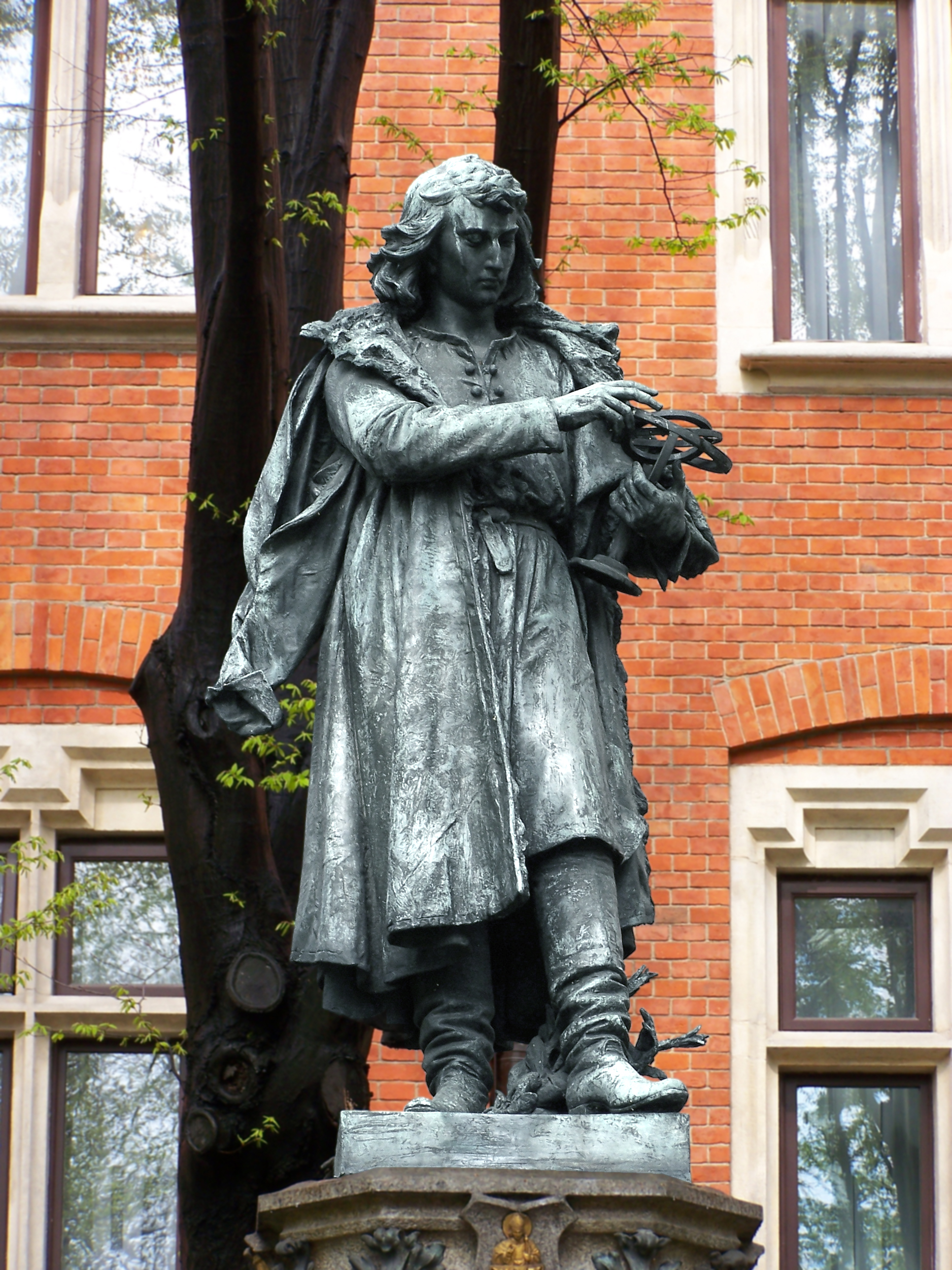
Copernicus Monument, Jagiellonische Universiteit te Krakow.

Cyprien Godebski (Méry-sur-Cher, 30 oktober 1835 - Parijs, 25 november 1909) was een Frans beeldhouwer van Pools/Belgische afkomst.

## Leven

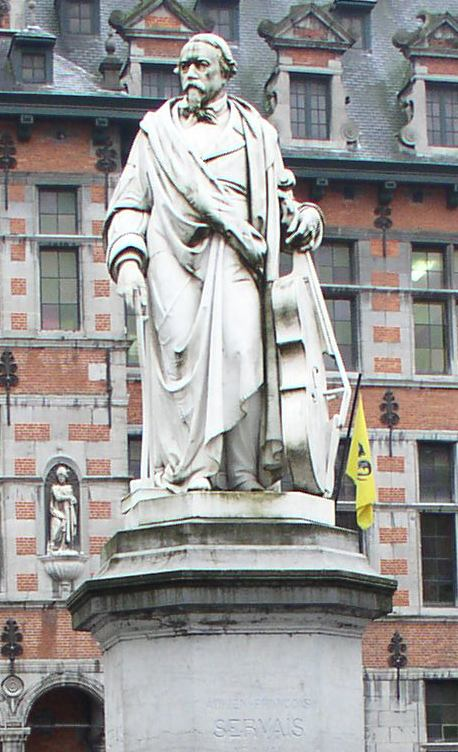
A.F. Servais door Cyprien Godebski (Grote Markt, Halle)

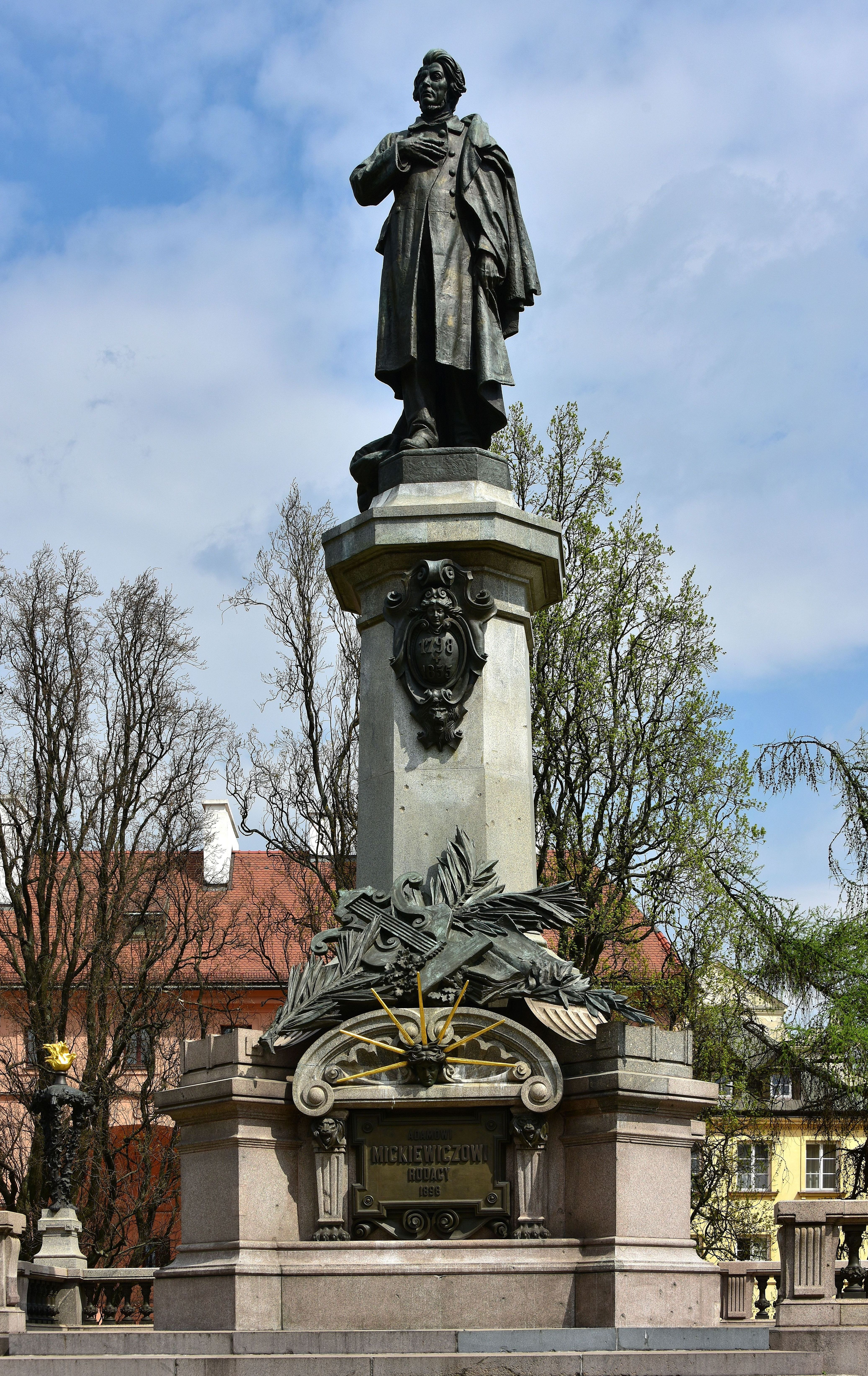
Standbeeld van Adam Mickiewicz in Warschau door Cyprian Godebski

Cyprien Godebski werd geboren in Méry-sur-Cher op 30 oktober 1835. Zijn vader Xavier Godebski was een Poolse schrijver en zijn grootmoeder langs moeders kant was van België afkomstig. Godebski leerde de knepen van het vak bij François Jouffroy. Hij stelde voor het eerst tentoon in Parijs op de Salon van 1857. Tot in 1896 was zijn werk regelmatig op de Salon aanwezig. Godebski doceerde even aan de Kunstacademie van Sint-Petersburg. Zijn oeuvre is verspreid over de hele wereld. Hij beeldhouwde beroemde personages in Frankrijk, Engeland, Rusland, Polen, België, Hongarije, Oekraïne, Monaco en Peru.
In België werd hij in 1872 ridder in de Leopoldsorde. Godebski was bevriend met talrijke kunstenaars, onder wie de musici Franz Liszt, Gioacchino Rossini en Gabriel Fauré. De laatste jaren van zijn leven bracht hij door in Parijs, waar hij op 25 november 1909 overleed.

## Werken
onder meer
- bas-reliëf Gioacchino Rossini, Villa Servais, Halle (ca. 1865)
- standbeeld Adrien François Servais, cellist en componist, Grote Markt, Halle (1869)
- beelden ‘Waarheid’ en ‘Gerechtigheid’, Renaissancestadhuis, Halle (ca. 1870)
- medaillon Hector Berlioz, voor diens graf op het kerkhof van Montmartre in Parijs (1884)
- buste A. F. Servais, Henri Vieuxtemps en François-Auguste Gevaert, Koninklijk Conservatorium Brussel
- standbeeld Alexander Fredros, Pools komedieschrijver, Krakau
- standbeeld Nicolaus Copernicus, Krakau
- beeld 'La Muse Calliope', grafmonument Théophile Gauthier op het kerkhof van Montmartre in Parijs
- beeld 'La Force brutale étouffant le génie', Toulon (ca. 1888)
- standbeeld Adam Mickiewicz, Pools dichter, Warschau (1898)
- standbeeld ‘Notre-dame-des-Naufragés’, Point-du-Raz (1904)

## Nakomelingen

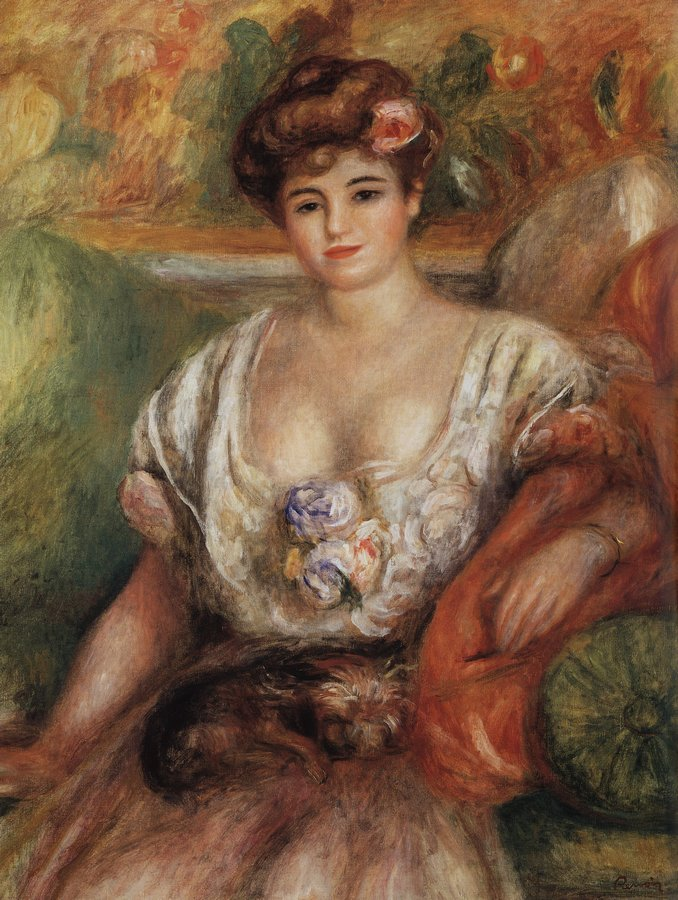
Misia door Renoir

Godebski trouwde in 1865 te Halle met Sophie Servais, de oudste dochter van de beroemde cellist en componist Adrien François Servais (1807-1866). Het paar kreeg drie kinderen: Franz, Ernest en Misia. Franz Godebski werd violist, Ernest kwam om het leven als soldaat in Vietnam en Misia werd een vooraanstaande figuur in de Parijse artistieke wereld.
Misia Godebska (1872-1950) was een begaafd pianiste. Dankzij haar huwelijken met Thadée Natanson, Alfred Edwards en José-Maria Sert kon ze zich in de hoogste Parijse kunstenaarsmilieus begeven. Ze was bevriend met talloze dichters, schilders en musici. Henri de Toulouse-Lautrec, Pierre Bonnard, Pierre-Auguste Renoir en Édouard Vuillard hebben haar veelvuldig geportretteerd. Ze ging de geschiedenis in als Misia Sert, naar de achternaam van haar derde echtgenoot.
Na de dood van Sophie Servais hertrouwde Cyprien Godebski met Mathylda Rosen de la Frenaye. Hun zoon Cipa Godebski werd later bevriend met Maurice Ravel. Toen ook Mathylda overleed, trad Cyprien in het huwelijk met markiezin Catherine de Ganvelle.